# Selective Service System
O Sistema de Serviço Seletivo (SSS) é uma agência independente do governo dos Estados Unidos que mantém informações sobre aqueles potencialmente sujeitos a recrutamento militar (isto é, o draft). Todos os cidadãos norte-americanos do sexo masculino (e não-cidadãos imigrantes do sexo masculino) com idade entre 18 e 25 anos são obrigados por lei a se registrar no prazo de 30 dias após o 18º aniversário, e devem notificar o Serviço Seletivo dentro de dez dias de quaisquer alterações às informações fornecidas nos cartões de registro, como uma mudança de endereço. Na prática, o sistema de serviço seletivo tem hoje um efeito prático mínimo, já que as forças armadas dos EUA operam voluntariamente. No entanto, é visto como um mecanismo de contingência para a possibilidade de um dia o recrutamento se tornar necessário novamente.
Um relatório do Office Government Accountability Office de 2010 estimou a taxa de registro em 92%, com nomes e endereços de mais de 16,2 milhões de homens registrados. No entanto, a única auditoria dos endereços de registrantes registrados no Sistema de Serviço Seletivo, em 1982, constatou que 20 a 40% dos endereços registrados no Sistema de Serviço Seletivo para registrantes nas faixas etárias que seriam redigidas primeiro já estavam. desatualizados e até 75% para os registrantes em seu último ano de possível elegibilidade a serem redigidos seriam inválidos.
Os regulamentos estão codificados no Título 32 do Código de Regulamentos Federais, capítulo XVI.

## História

O antigo selo do Sistema de Serviço Seletivo

### 1917 a 1920

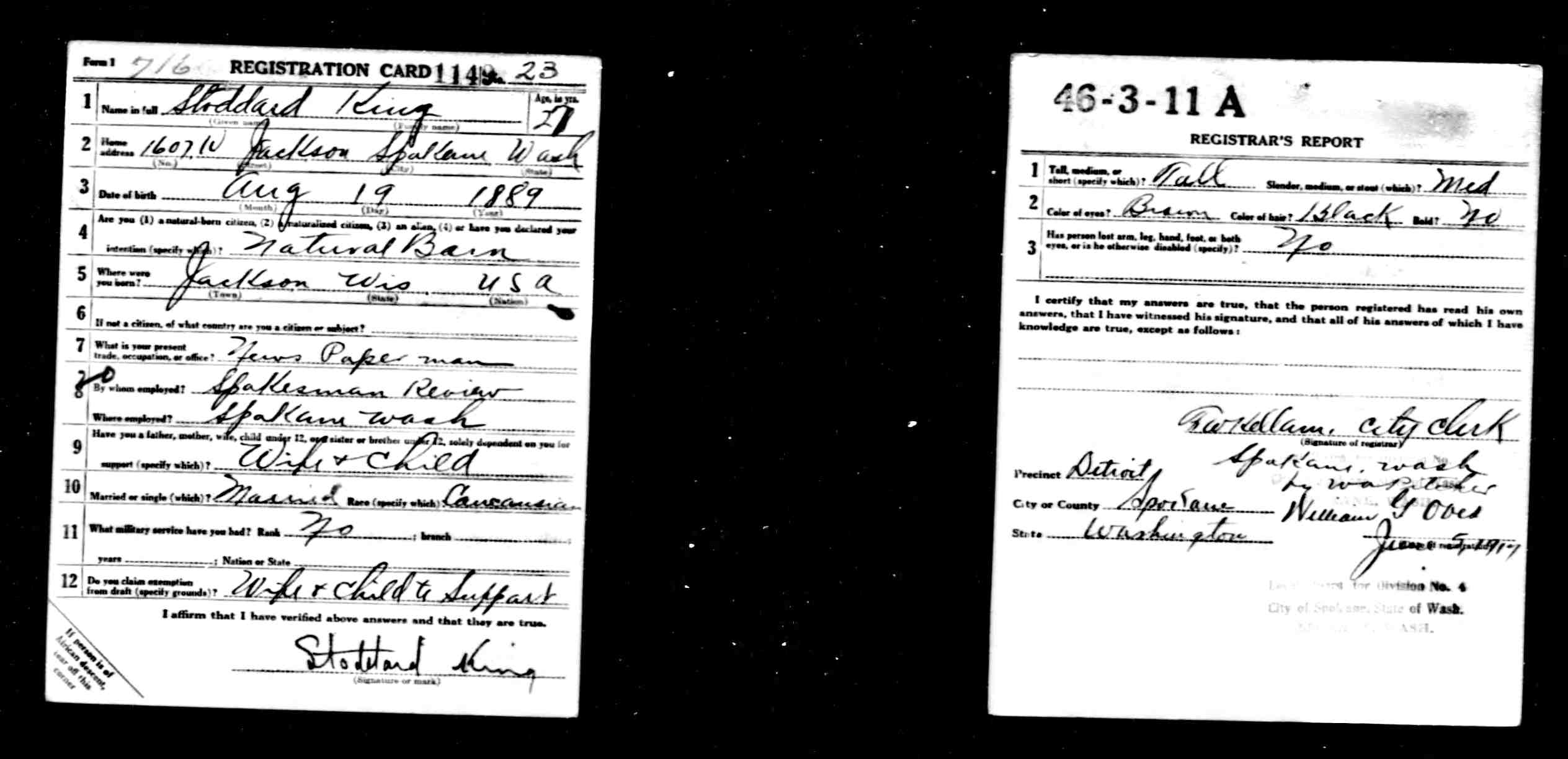
Cartão de rascunho da Primeira Guerra Mundial. Canto inferior esquerdo a ser removido por homens de ascendência africana, a fim de manter os militares segregados

Após a declaração de guerra dos EUA contra a Alemanha em 6 de abril, a Lei do Serviço Seletivo de 1917 (40 Stat. 76) foi aprovada pelo 65º Congresso dos Estados Unidos em 18 de maio de 1917, criando o Sistema de Serviço Seletivo. O presidente Woodrow Wilson assinou a lei depois que o Exército dos EUA não cumpriu sua meta de expansão para 1 milhão de homens após seis semanas. A lei deu ao presidente o poder de recrutar homens para o serviço militar. Todos os homens de 21 a 30 anos foram obrigados a se alistar no serviço militar por um período de 12 meses. Em meados de novembro de 1917, todos os registrantes foram colocados em uma das cinco novas classificações. Os homens da classe I foram os primeiros a serem convocados, e os homens das classificações inferiores foram adiados. Adiamentos de dependência para registrantes que eram pais ou maridos foram especialmente difundidos. O limite de idade foi posteriormente aumentado em agosto de 1918 para uma idade máxima de 45 anos. O projeto militar foi descontinuado em 1920.

### 1940 a 1947
| Conflito                | Datas ativas                        | Número de convocados de guerra |
| ----------------------- | ----------------------------------- | ------------------------------ |
| Primeira Guerra Mundial | Setembro de 1917 - novembro de 1918 | 2.810.296                      |
| Segunda Guerra Mundial  | Novembro de 1940 - outubro de 1946  | 10.110.104                     |
| guerra coreana          | Junho de 1950 - junho de 1953       | 1.529.539                      |
| Guerra do Vietnã        | Agosto de 1964 - fevereiro de 1973  | 1.857.304                      |

A Lei de Treinamento e Serviço Seletivo de 1940 foi aprovada pelo Congresso em 16 de setembro de 1940, estabelecendo o primeiro recrutamento em tempos de paz na história dos Estados Unidos. Exigia que todos os homens entre 18 e 64 anos se registrassem no Serviço Seletivo. Ele recrutou originalmente todos os homens de 21 a 35 anos por um período de serviço de 12 meses. Em 1941, o período do serviço militar foi estendido para 18 meses; mais tarde naquele ano, a faixa etária foi aumentada para incluir homens de 18 a 37 anos. Após o ataque aéreo japonês a Pearl Harbor no domingo, 7 de dezembro de 1941, e as subsequentes declarações de guerra dos Estados Unidos contra o Império do Japão e alguns dias depois contra a Alemanha nazista, o período de serviço foi posteriormente estendido no início de 1942 para duram a duração da guerra, mais um serviço de seis meses nas Reservas Organizadas.

### 1980 até o presente
Em 2 de julho de 1980, o Presidente Jimmy Carter assinou a Proclamação 4771 (Registro nos termos da Lei do Serviço Militar Seletivo) em resposta à invasão soviética do Afeganistão no ano anterior de 1979, restabelecendo retroativamente o requisito de registro do Serviço Seletivo para todos os Cidadãos do sexo masculino de 18 a 26 anos de idade, nascidos em ou após 1 de janeiro de 1960. Como resultado, apenas homens nascidos entre 29 de março de 1957 e 31 de dezembro de 1959 foram completamente isentos do registro no Serviço Seletivo.
Em dezembro de 2019, um projeto de lei para revogar a Lei do Serviço Seletivo Militar e abolir o Sistema de Serviço Seletivo, HR 5492, foi introduzido na Câmara dos Deputados dos EUA pelos representantes Peter DeFazio (D-OR) e Rodney Davis (R-IL).

## Quem deve se registrar
De acordo com a lei atual, todos os cidadãos norte-americanos entre 18 e 25 anos (inclusive) de idade são obrigados a se registrar no prazo de 30 dias após o aniversário de 18 anos. Além disso, certas categorias de cidadãos não-americanos entre 18 e 25 anos que vivem nos Estados Unidos devem se registrar, principalmente residentes permanentes, refugiados, requerentes de asilo e imigrantes ilegais . Homens estrangeiros legalmente presentes nos Estados Unidos que não são imigrantes, como estudantes internacionais, visitantes e diplomatas, não precisam se registrar, desde que permaneçam nesse status.  Se o status de não-imigrante de um estrangeiro expirar enquanto ele estiver nos Estados Unidos, ele deverá se registrar. O não registro, conforme necessário, é motivo para negar uma petição de cidadania americana. Atualmente, os cidadãos com menos de 17 anos e 3 meses de idade podem fazer o pré-registro e, quando completarem 18 anos, suas informações serão automaticamente adicionadas ao sistema.
Até o aniversário de 26 anos, os homens registrados devem notificar o Serviço Seletivo dentro de 10 dias de qualquer alteração nas informações sobre seu status, como nome, endereço de correspondência atual, endereço de residência permanente e "todas as informações sobre seu status ... que a autoridade classificadora envia por correio. um pedido para ele ".
Durante a Primeira Guerra Mundial, a Suprema Corte decidiu em Arver v. Estados Unidos (1918), também conhecido como Projeto de Lei Seletiva, que o projeto não violava a Constituição.
Mais tarde, durante a Guerra do Vietnã, um tribunal federal de apelação também concluiu que o projeto era constitucional em Holmes v. Estados Unidos (1968).
O caso Coalizão Nacional dos Homens v. O Sistema de Serviço Seletivo resultou em que o projeto somente para homens fosse declarado inconstitucional por um tribunal distrital.